# Erandique
Erandique es un municipio del departamento de Lempira en la República de Honduras.

## Límites
Situado al pie del Cerro Azacualpa en localidad plana, en el Departamento de Lempira en la República de Honduras. La localidad dista a 65 km de la Ciudad de Gracias. 
| Orientación | Límite                                      |
| ----------- | ------------------------------------------- |
| Norte       | Municipio de Santa Cruz, Lempira            |
| Norte       | Municipio de San Juan, Intibucá             |
| Sur         | Municipio de Piraera, Lempira               |
| Sur         | Municipio de San Francisco, Lempira         |
| Este        | Municipio de Dolores, Intibucá              |
| Este        | Municipio de San Miguel Guancapla, Intibucá |
| Oeste       | Municipio de San Andrés, Lempira            |
| Oeste       | Municipio de Gualcince, Lempira             |

Extensión territorial: 296.7 km²

## Geografía
El centro de la ciudad presenta bastantes pendientes y en los alrededores hay muchas colinas cubiertas todavía por bastantes pinos. El tipo de suelo predominante es derivado de rocas volcánicas. Durante la época lluviosa este suelo proveniente de la alteración de las rocas dificulta el tránsito por la carretera haciéndolos muy resbaladizos y socavando algunas partes. El clima es templado, a excepción de una época seca.

## Historia
En 1600, fue fundada con el nombre de Cerquín por su ubicación al oeste del Cerro Cerquín.
En 1733, fue registrado en el tomo II del Libro de Registro de la Propiedad, según consta en los folios 145 al 155, presentada el 28 de noviembre.
Este municipio es uno de los más antiguos. Según relatos de los habitantes, el título original se extravió.
Su reposición data del 14 de febrero de 1882, durante la administración del doctor Marco Aurelio Soto.
En1932 (3 de marzo), fue elevado a la categoría de ciudad por Decreto Legislativo No 97.

## Población

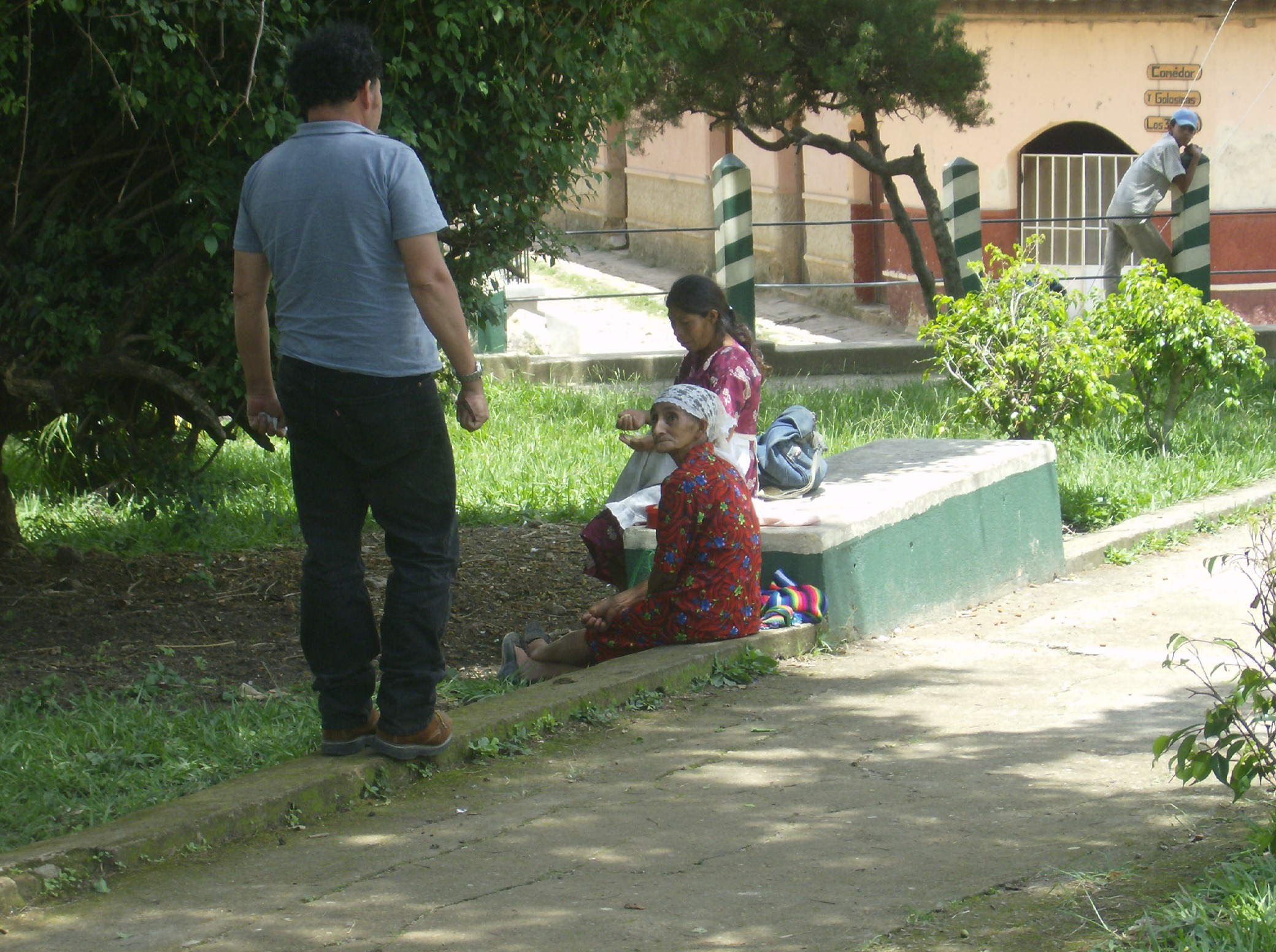
Pobladores de la localidad.

En la Ciudad de Erandique se pueden encontrar un gran número de descendientes de indígenas, que es casi la mitad de la población. Los mestizos ocupan la otra mitad pero son predominantemente de piel blanca. Durante las fechas festivas es cuando mejor se aprecian los individuos con rasgos indígenas, quienes todavía prefieren vivir aislados.
Población: para el año 2013 la población era de 15,242 habitantes. Según proyecciones realizadas por el INE Honduras, para el año 2020 aumentará a 16,539 habitantes.

## Salud
En esta ciudad funciona un hospital, pero los casos graves son llevados al hospital de Gracias, ya que se cuenta con servicio de ambulancia. También funciona una pequeña clínica dirigida por ciudadanos estadounidense que residen en la ciudad. Hay servicios de transporte para las ciudades de Gracias y La Esperanza. 

## Economía

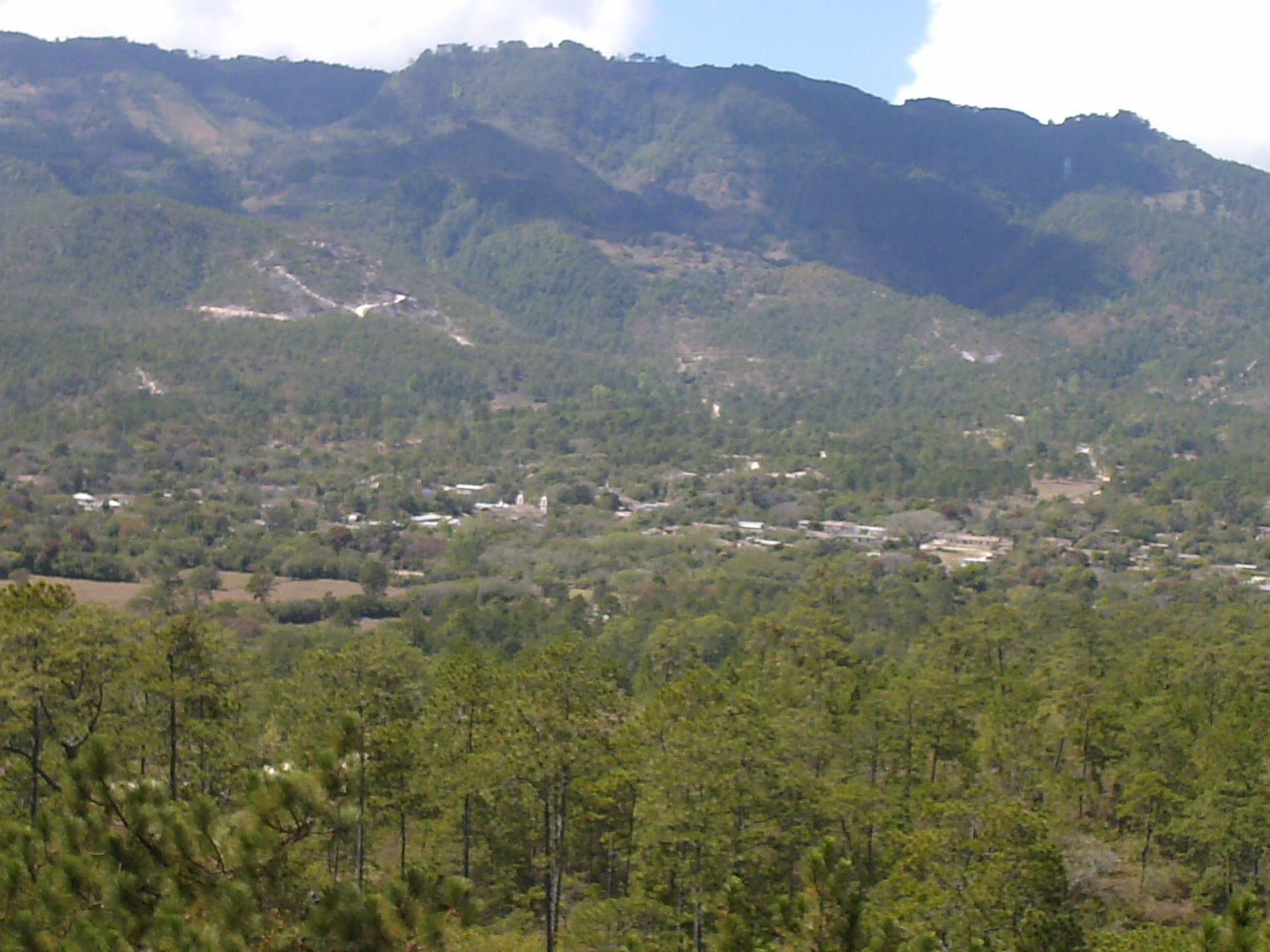
Vista panorámica del municipio de Erandique.

El cultivo de café es de gran importancia, pero se cultiva en las aldeas y comunidades de la zonas altas cercanas a la ciudad, como ser el Cerro Cerquín. Y funciona como centro de acopio para el café. En segundo lugar se encuentra la siembra de granos básicos. La siembra de vegetales y la ganadería quedan relegadas a menor plano. 

## Turismo

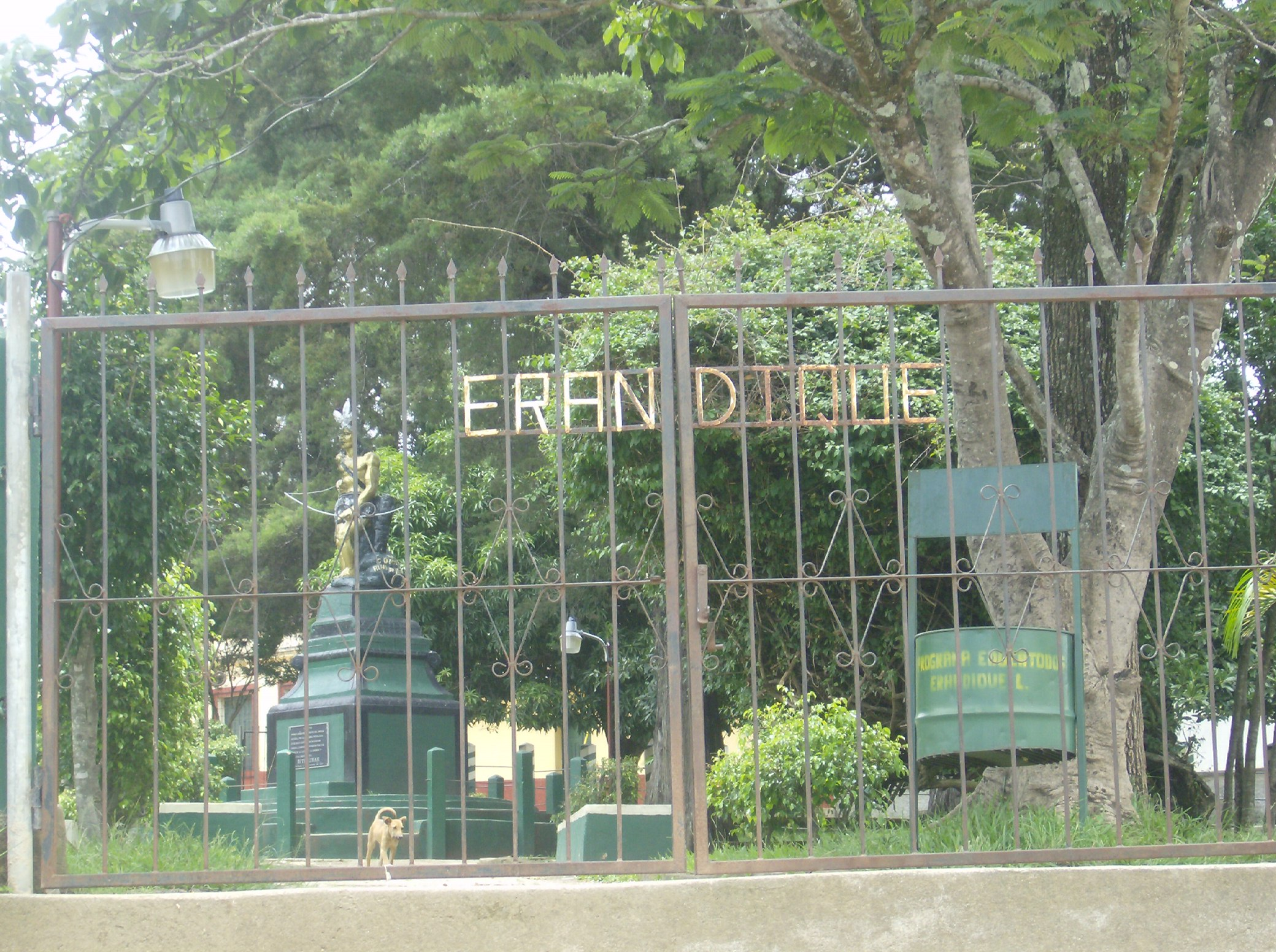
Parque Central de Erandique, Lempira.

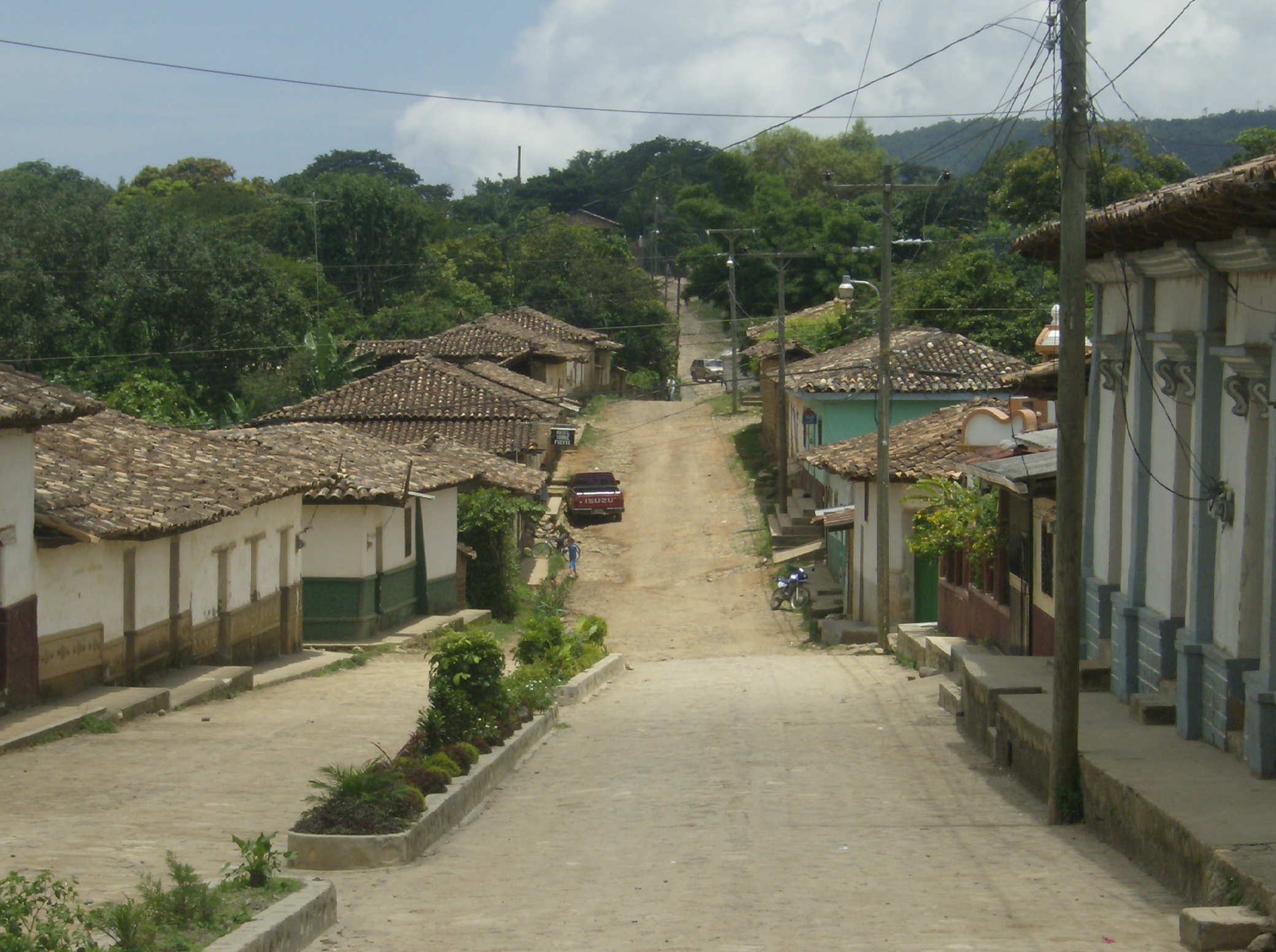
Vista de una calle de Erandique.

Una vía para llegar a Erandique es pasar por San Juan (del Caite) en Intibucá. La otra es por el pueblo de Dolores, Intibucá, la cual también lleva al municipio de San Francisco; si se parte desde la ciudad de La Esperanza, Intibuca. Pero esta segunda vía no es recomendable debido al mal estado de la carretera de tierra durante la mayor parte del año. Si se llega a Erandique desde San Juan del Caite, tiene una salida para los municipios fronterizos y otra para el municipio de San Francisco.
El entorno del pueblo está rodeado de pinares. Hay una compañía de cable local. También hay un par de establecimientos con acceso a Internet y servicios secretariales. Se pueden encontrar varios lugares para disfrutar de comidas típicas de la zona y otras golosinas. Pero solo hay un comedor que ofrece Menú a la carta y mariscos, razón por la que el propietario es originario de la ciudad de La Ceiba. Existen varios establecimientos de hospedaje, incluido el "Hotel y Apartamentos Lizzie (Wi-Fi), Hotel Steven, Hotel Torre Fuerte, Hotel YJ,". Se puede apreciar en el centro de la ciudad muchas casas de construcción barroca. Las calles con adoquín y empedradas son muy pintorescas y las tres iglesias antiguas son atracciones del lugar. 

### Feria patronal
La Feria Patronal es el 20 de enero, día de San Sebastián; el 8 de septiembre día de la Virgen de La Merced, y el 13 de junio día de San Antonio. Y el 20 de julio, día en que se celebra al caudillo Lempira a nivel nacional.

## Infraestructura
La ciudad cuenta con electricidad, servicios de comunicación de la empresa nacional y de los operadores de comunicación móvil. Hay una estación para dispensar combustible fósiles y varias para reparar llantas averiadas. El agua potable se obtiene de varios ríos cercanos y en menor escala de pozos. Los recursos forestales son conservados, pero una desventaja es el hecho que más de la mitad de la población todavía utiliza leña como combustible para preparar sus alimentos. 

## División Política
Aldeas: 15 (2013)
Caseríos: 141 (2013)
| Código | Aldea                     |
| ------ | ------------------------- |
| 130501 | Erandique                 |
| 130502 | Azacualpa Grande          |
| 130503 | Azacualpa Montaña         |
| 130504 | Concepción o Barrio Nuevo |
| 130505 | El Carrizal               |
| 130506 | El Conal                  |
| 130507 | El Chimisal               |
| 130508 | El Rodeo                  |
| 130509 | Gualgüire                 |
| 130510 | Guatincara                |
| 130511 | La Laguna                 |
| 130512 | San Antonio Montaña       |
| 130513 | San Antonio Valle         |
| 130514 | Valle de la Cruz          |
| 130515 | Yolomon                   |
|        | Matazano                  |